# Estença
Estença (en francès Estensan) és un municipi francès situat al departament dels Alts Pirineus i a la regió d'Occitània. Limita al nord amb Borisp, al nord-est amb Camparan, a l'est amb Àdet, al sud amb Ens i a l'oest amb Salhan.

## Demografia
| 1962                                       | 1968 | 1975 | 1982 | 1990 | 1999 | 2006 |
| ------------------------------------------ | ---- | ---- | ---- | ---- | ---- | ---- |
| 67                                         | 60   | 51   | 37   | 32   | 36   | 39   |
| Des de 1962: població sense dobles comptes |      |      |      |      |      |      |

## Administració
| Període | Identitat    | Partit |
| ------- | ------------ | ------ |
| 2001-   | Louis Ricard |        |